# Bromma Parish

Parroquia de Bromma (en sueco: Bromma församling) es una parroquia en el distrito eclesiástico de Birka (kontrakt) en la Diócesis de Estocolmo, Suecia. La parroquia está ubicada en el Municipio de Estocolmo en el Condado de Estocolmo. La parroquia forma su propio pastorado. La parroquia está ubicada en Västerort e incluye los distritos de Södra Ängby, Norra Ängby, Bromma kyrka, Blackeberg, Mariehäll, Åkeslund y Riksby.

## Historia
Cuando el hielo terrestre se retiró hacia el norte desde Estocolmo, toda Bromma aún estaba bajo el agua. Primero emergió del mar el sur de Bromma, seguido por la parte norte, que se convirtió en una rica área agrícola desde aproximadamente el año 0 hasta la Era Vikinga. No sería hasta el siglo XIX cuando Bromma tuvo nuevamente una población tan grande. Durante la Era Vikinga, Bromma tenía muchos cursos de agua y la mayoría de las aldeas y granjas más importantes de Bromma durante la Era Vikinga y la Edad Media (como Ulvsunda, Linta, Glia, Nora, Riksby y Nockeby) estaban ubicadas junto al estrecho que se extendía desde el actual Ulvsundasjön-Lillsjön-Brommaplan-Judarn. En el sur de Bromma, sin embargo, había otra gran aldea, Alsten. Durante la Edad Media, varias instituciones católicas eran los mayores propietarios de tierras y granjas en Bromma, como el Priorato de Santa Clara. Hasta el siglo XVII, Bromma había sido una pequeña parroquia, pero en esa época fue colocada bajo la Parroquia de Santa Clara (S:ta Clara församling) y más tarde se convirtió en un anexo de la Parroquia de Riddarholm (Riddarholmsförsamlingen). No fue hasta 1896 que Bromma se convirtió en una parroquia independiente. Un fuerte aumento de la población y el crecimiento de los nuevos pueblos residenciales resultaron en la división de la parroquia en 1955, cuando se añadieron las Parroquias de Västerled y Essinge.

## Organización
La Parroquia de Bromma era una autoridad local dentro del distrito eclesiástico de Bromma (kontrakt) (anteriormente pertenecía al distrito eclesiástico occidental de Roslag hasta 1942, al distrito eclesiástico de Estocolmo hasta 1942 y al distrito eclesiástico de Svartsjö hasta 1961) en la Diócesis de Estocolmo hasta el cambio de relación entre la Iglesia de Suecia y el estado sueco a finales del año 1999/2000. El Clero Parroquial (parte de la autoridad) fue responsable del registro de población hasta el 30 de junio de 1991 y desde el 1 de julio de 1991 ha sido responsable del registro parroquial de sus feligreses. El cónclave parroquial (kyrkofullmäktige) ha sido el órgano de toma de decisiones de la parroquia. El consejo parroquial (kyrkorådet) ha sido la junta parroquial y ha tenido la responsabilidad continua de la administración y ejecución de decisiones. El cónclave parroquial se agregó en 1932 y en 1934 la administración del cementerio fue asumida por la entonces recién establecida Autoridad de Cementerios de la Ciudad de Estocolmo (Stockholms stads kyrkogårdsnämnd). Hasta 1933, el consejo parroquial había sido responsable del servicio funerario, pero después de una decisión del cónclave parroquial, la responsabilidad fue transferida a la autoridad de cementerios.

## Iglesias
- Iglesia de Bromma, es el edificio más antiguo de Estocolmo y probablemente comenzó a construirse en la década de 1160 como una iglesia redonda.[1]
- Iglesia de Ängby, en Blackeberg, fue inaugurada en 1959.[1]
- Iglesia de Mariehäll, está integrada en un gran edificio monumental en Mariehäll, que además de la iglesia también alberga salas de reuniones y varios apartamentos. En 1972, el salón original de la iglesia fue inaugurado como iglesia, pero el edificio en sí data de 1925.[1]
- Famnen, es la última instalación de la parroquia de Bromma y fue inaugurada en 1986.[1]